# Вилхелм Байглбьок
Вилхелм Байглбьок (на немски: Wilhelm Beiglböck) е германски доктор. Консултант на Луфтвафе по време на Втората световна война.

## Биография
Учи в Stiftsgymnasium Melk и изучава медицина във Виенския университет. По време на обучението си става активен в организацията Буршеншафт. Първо работи като асистент в клиника по медицина във Виена за Франц Хвостек младши и след това за Ханс Епингер.
От 1933 г. е член на нацистката партия, а от 1934 г. на СА, повишен до ранг оберщурмбанфюрер. През 1939 г. той прави хабилитацията си и през 1940 г. става висш лекар на Епингер. От май 1941 г. работи за Луфтвафе. През 1944 г. става изключителен преподавател във Виенския университет. По време на войната той провежда медицински тестове, включващи даването на морска вода за затворниците в концентрационния лагер Дахау.
Ответник по делото на докторите в Нюрнберг. Той е осъден за военни престъпления и престъпления срещу човечеството на 15 години лишаване от свобода. Неговата присъда е намалена на 10 години, а от 1952 до 1963 г. е главен лекар в болницата на Букстехуде.
В началото на 1947 г. прокуратурата във Виена започва производство срещу Байглбьок заради военни престъпления, малтретиране и нарушаване на правата на човека. Виенският процес приключва през октомври 1947 г.